# در قصه‌ها زندگی می‌کنند
در قصه‌ها زندگی می‌کنند یک مجموعه آنتولوژی ایرانی به کارگردانی داود بیدل، نویسندگی مصطفی زندی و تهیه‌کنندگی محمدهادی پروین تولید ۱۳۹۵ است که از شبکه دو پخش شد.
هر قسمت از این سریال با داستان و شخصیت‌هایی متفاوت از دیگری ساخته شده است.

## بازیگران
- صدیقه کیانفر
- آوا دارویت
- فرخ نعمتی
- حسن جوهرچی
- مهدی امینی‌خواه
- حمیدرضا هدایتی
- مریم کاویانی
- شهرام عبدلی
- افشین سنگ‌چاپ
- مجید واشقانی
- امیرمحمد زند
- متین ستوده
- رامین راستاد
- سروش جمشیدی
- اتابک نادری
- مهری آل‌آقا
- نسیم ادبی
- گیتی قاسمی
- نسرین نکیسا
- حمید ابراهیمی
- نیلوفر شهیدی
- شهرزاد کمال‌زاده
- سپیده خداوردی
- بهار ارجمند
- نبی الله پیرهادی
- فرج‌الله گل‌سفیدی
- عرفان پورمشکی
- سیاوش اشعریون
- جمشید مشایخی